# Pandemia de COVID-19 no Havaí

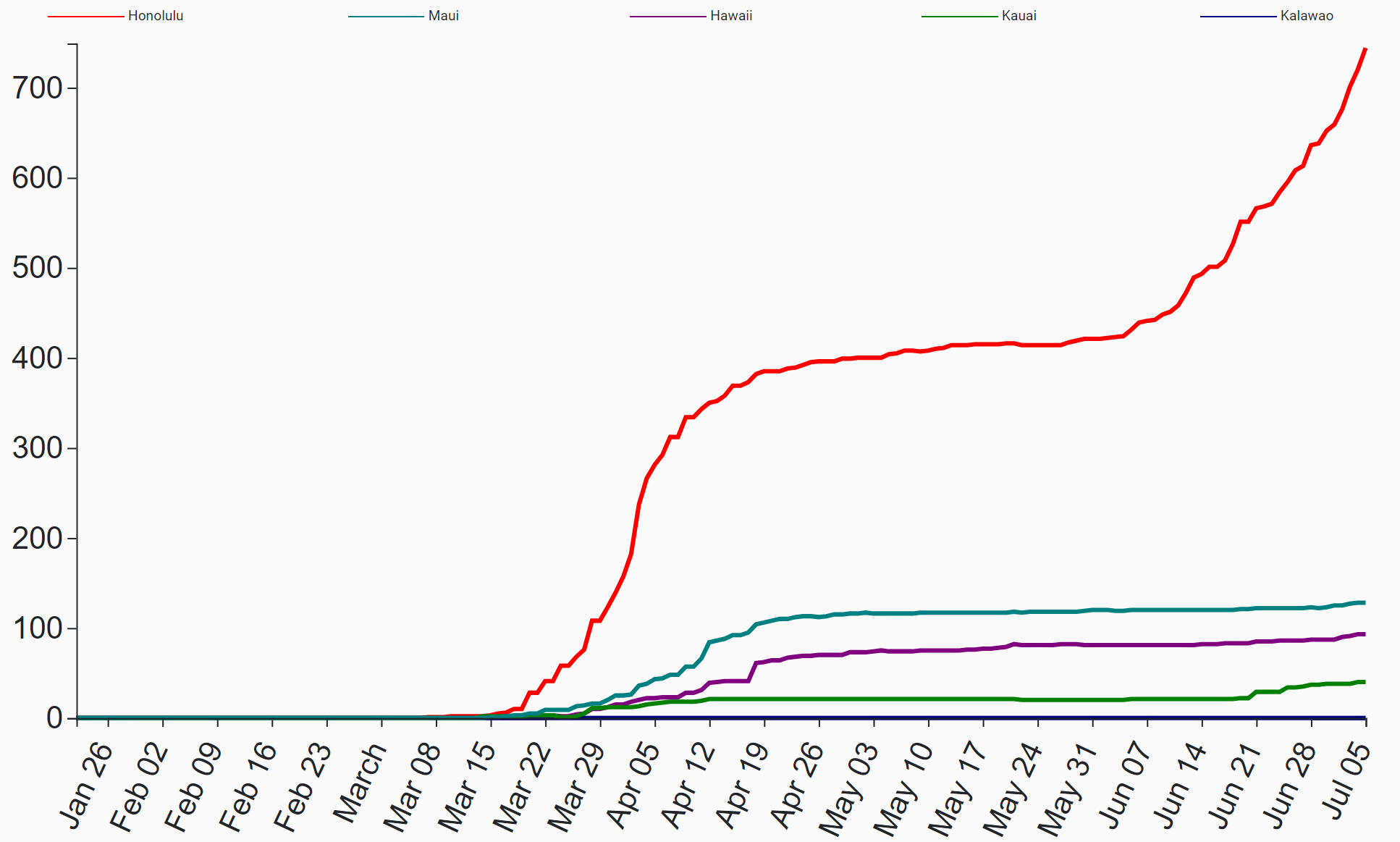
Gráfico linear dos casos COVID-19 do Havaí por condado.

A pandemia COVID-19 espalhou-se para o Havaí em março de 2020.
Desde 4 de setembro de  2020, existiam 9,473 casos de COVID-19 no Havaí. 81 pessoas morreram da doença e 583 necessitaram de ser hospitalizadas. 2,855 pessoas recuperaram.
Também em 4 de setembro, foram realizados 221.391 testes COVID-19 por laboratórios clínicos e estaduais no Havaí, dos quais 9.473 retornaram positivos, uma taxa de 4,28%.

## Antecedentes
Em 12 de janeiro de 2020, a Organização Mundial da Saúde (OMS) confirmou que um novo coronavírus foi a causa de uma doença respiratória em um grupo de pessoas em Wuhan, Hubei, China, que foi relatado à OMS em 31 de dezembro de 2019.
A taxa de casos fatais para COVID-19 foi muito menor do que a SARS de 2003, mas a transmissão foi significativamente maior, com um número total de mortes significativo.

## Linha do tempo
Predefinição:Stack
Um casal japonês visitou as ilhas de Oʻahu e Maui de 28 de janeiro a 7 de fevereiro. Posteriormente, foram diagnosticados com COVID-19, após retornarem ao Japão. O residente do Havaí, John Fujiwara, afirmou ter interagido com o casal e se ofereceu para ficar em quarentena.

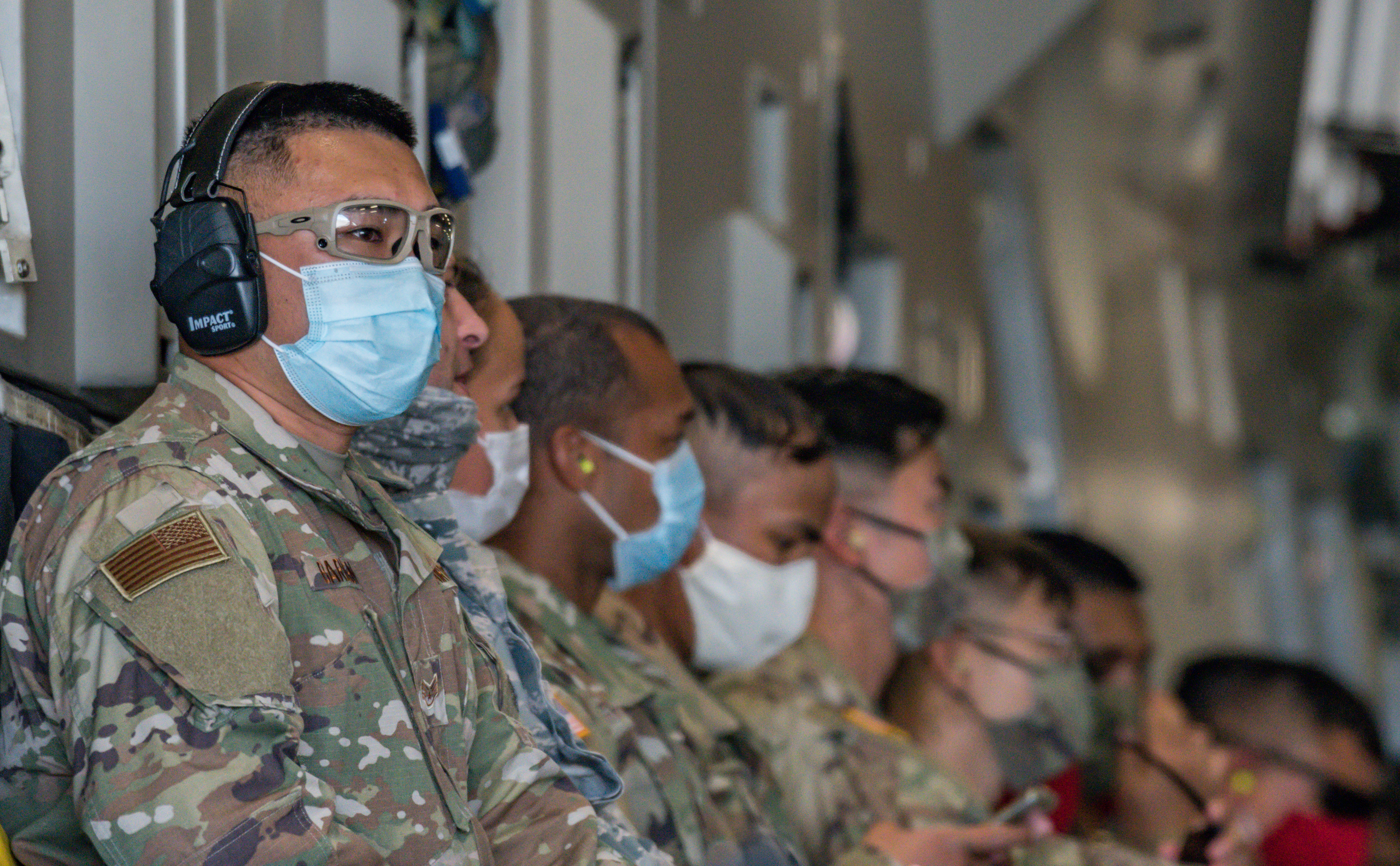
Destacamento da Guarda Aérea Nacional do Havaí para auxiliar as autoridades do condado, 15 de abril de 2020, Kalaeloa, Havaí

Em 6 de março, o primeiro caso positivo presumível de COVID-19 foi confirmado em um passageiro Grand Princess que havia retornado ao Havaí.
Em 14 de março, os dois primeiros casos de COVID-19 foram confirmados no condado de Kauai, junto com o primeiro caso no condado de Maui . Em 16 de março, o Condado do Havaí relatou o seu primeiro caso confirmado. Em 18 de março, mais dois casos foram confirmados no condado de Honolulu, elevando o total em todo o estado para 16.
O Departamento de Terras e Recursos Naturais anunciou o fechamento de todos os parques estaduais, incluindo Diamond Head, em 17 de março de 2020.
Em 19 de março ao meio-dia, novos resultados positivos foram anunciados para oito indivíduos em Oʻahu e dois indivíduos em Maui. Em 20 de março, 11 novos casos foram confirmados, elevando o número total de casos no Havaí para 37. Esses casos incluem as duas primeiras instâncias de transmissão comunitária. Em 21 de março, 11 novos casos foram confirmados, elevando o número total de casos no Havaí para 48. No dia seguinte, 22 de março, mais 8 casos foram anunciados.
O Havaí manteve consistentemente um baixo número de casos durante a pandemia. Os números permaneceram baixos principalmente devido aos testes intensivos e rastreamento de contato.
Em 7 de maio de 2020, o governador David Ige e o tenente governador Josh Green, um médico de emergência, afirmaram que apenas 51% dos leitos hospitalares do Havaí, 46% dos leitos de terapia intensiva e 14% dos ventiladores estavam ocupados ou em uso e que o Havaí tem a segunda menor taxa de infecção nos Estados Unidos com 43,6 casos positivos para coronavírus por 100.000, a menor taxa de infecção nos Estados Unidos para estados com uma população de mais de um milhão e a menor taxa de mortalidade de 1,2 mortes por 100.000 no Estados Unidos.
Em 12 de maio de 2020, houve "635 casos de COVID 19 identificados no Havaí. Desses casos, 13% necessitaram de hospitalização e 574 (90%) eram residentes. "
Em 13 de maio de 2020, o senador dos EUA Brian Schatz anunciou que o Havaí receberia US $ 50 milhões sob o Programa de Proteção de Cheque de Pagamento e Lei de Melhoria de Cuidados de Saúde para expandir os testes COVID-19 e seguimento de contatos.
Em 7 de agosto de 2020, vários legisladores fizeram uma visita não anunciada ao Departamento de Saúde. Eles descobriram que os rastreadores de contato estavam sobrecarregados com casos COVID-19 devido à falta de pessoal. O Tenente Governador Josh Green comentou a situação, pedindo a substituição da Dra. Sarah Park, uma das líderes do departamento de saúde.
Em 13 de agosto de 2020, um surto de 86 novos casos ocorreu no Centro Correcional Comunitário de Oahu .
Em 3 de setembro, o Havaí excedeu 9.000 casos cumulativos de COVID-19.

## Resposta do governo
16 de março: o governador David Ige anunciou que as férias de primavera para escolas públicas no Havaí seriam estendidas por mais uma semana, a fim de dar aos administradores escolares tempo para avaliar as recomendações para impedir a disseminação do vírus. Em 18 de março, os fechamentos foram estendidos por mais uma semana.
18 de março: o condado de Kauai anunciou um toque de recolher noturno a partir de 20 de março e um limite de viagens aéreas para necessidades essenciais até novo aviso.
19 de março: o Departamento de Transporte do Havaí declarou que os passageiros de navios de cruzeiro não teriam permissão para desembarcar no Havaí. No mesmo dia, o prefeito da cidade de Honolulu , Kirk Caldwell, anunciou esforços para conter a propagação do vírus, incluindo o fechamento de parques e a proibição de 15 dias de jantar em restaurantes e bares. No entanto, também foi anunciado que não havia planos para estabelecer um toque de recolher. Medidas semelhantes foram anunciadas pelo prefeito Michael Victorino para o condado de Maui, em vigor de 20 de março a 3 de maio.
Também em 19 de março, o presidente da Câmara do Havaí, Scott Saiki, pediu ao governador que instituísse uma paralisação imediata em todo o estado por 15 dias, exigindo que as pessoas se abrigassem em suas casas ou quartos de hotel, para colocar em quarentena todos os viajantes de fora do Havaí por 15 dias, proibir todas as viagens não essenciais entre as ilhas e fora do estado e fechar todas as escolas públicas e privadas e creches. O gabinete do governador respondeu: "Gov. Ige continua a trabalhar em todas as opções, incluindo seus benefícios e consequências potenciais, para proteger nossas ilhas e fazer o que é melhor para nossas comunidades. "
20 de março: o Conselho Municipal de Honolulu e o prefeito Kirk Caldwell se juntaram ao presidente da Câmara, Scott Saiki e ao tenente-governador Josh Green no apelo ao governador para implementar medidas de emergência para impedir os visitantes de vir ao Havaí.
21 de março: o governador Ige determinou uma quarentena de 14 dias para todos os visitantes e residentes que retornassem ao Havaí. Ige resistiu aos apelos para uma ordem de abrigo no local, dizendo: "é realmente apropriado quando há uma disseminação do vírus pela comunidade".
Mais de 100 médicos assinaram uma carta aberta enviada ao governador Ige, ao prefeito de Maui Mike Victorino e ao diretor do Departamento de Saúde do estado, Bruce Anderson, pedindo às autoridades que emitissem uma ordem imediata de confinamento no local para o estado.
22 de março: o prefeito Caldwell e o prefeito Victorino anunciaram as ordens de permanência em casa para o condado de Honolulu e o condado de Maui, respectivamente. A ordem para Honolulu County entraria em vigor em 23 de março às 4:30 pm, e a ordem no condado de Maui entrou em vigor em 25 de março. Ambos os pedidos estão em vigor até 30 de abril.
3 de abril: O governador Ige pediu que a Guarda Nacional do Havaí esteja  pronta para se necessário ajudar, com as questões relacionadas à pandemia, incluindo a aplicação da lei.

## Quarentena obrigatória de 14 dias para viajantes que chegam e impacto no turismo
Em 21 de março de 2020, o governador Ige emitiu uma segunda declaração de emergência suplementar que exigia que os residentes e visitantes que entravam no estado ficassem em quarentena por 14 dias.
Todos os residentes e visitantes devem preencher e assinar um formulário indicando a sua aceitação da quarentena de 14 dias. De acordo com o gabinete do governador, os passageiros não poderão entrar no Havaí sem assinar o formulário. A Bloomberg News informou que "cerca de 20 pessoas" foram detidas ou citadas por violarem a quarentena de 14 dias.
Em 6 de abril de 2020, a Autoridade de Turismo do Havaí pediu às organizações de mídia que "evitassem publicar qualquer história sobre o Havaí que pudesse encorajar as pessoas a viajar para as ilhas".
Em 21 de maio de 2020, o Departamento de Negócios, Desenvolvimento Econômico e Turismo do Havaí informou que o tráfego aéreo para o estado havia diminuído 98% em relação ao ano anterior.

## Impacto nos esportes
Em 12 de março, o National Collegiate Athletic Association (NCAA) cancelou todos os torneios de inverno e primavera, principalmente a I Divisão homens 's e mulheres torneios de basquetebol, afetando faculdades e universidades em todo o estado.

## Reabertura do estado
O governador Ige deu início à primeira fase de reabertura de empresas em 7 de maio de 2020. A estratégia "Além da recuperação: reabertura do Havaí" detalha a abordagem de quatro fases para a reabertura.
O governador Ige prevê que o Havaí receberá 1,25 bilhões de dólares da Lei CARES e outros programas de alívio relacionados do governo federal.
Em setembro de 2020, a epidemiologista estadual Dra. Sarah Park tirou uma licença.

## Estatísticas
Predefinição:Dados da pandemia de COVID-19/Gráfico de casos médicos no Havaí por condado

### Disparidade Racial
O Havaí está entre os piores estados da América para disparidade racial COVID. Apesar dos habitantes das ilhas do Pacífico (exceto os havaianos nativos ) constituírem 4% da população do Havaí, eles representavam 25% de todos os casos no início de julho. De acordo com a Dra. Sarah Park, isso se deve em grande parte às disparidades sociais que os habitantes das ilhas do Pacífico também enfrentam.